# Терветский край
Те́рветский край (латыш. Tērvetes novads) — административно-территориальная единица на юге Латвии, в историко-культурной области Земгале. Край состоит из трёх волостей, административным центром края является село Зелмени.
Край был образован 1 июля 2009 года из части расформированного Добельского района.
Площадь края — 223,81 км². Граничит с Ауцским, Добельским, Елгавским краями Латвии и Шяуляйским уездом Литвы.

## Население
На 1 января 2010 года население края составляло 4088 человек.
Национальный состав населения края, по итогам переписи населения Латвии 2011 года:
| Национальность | Численность, чел. (2011) | %        |
| -------------- | ------------------------ | -------- |
| Латыши         | 2966                     | 80,44 %  |
| Русские        | 233                      | 6,32 %   |
| Белорусы       | 159                      | 4,31 %   |
| Украинцы       | 20                       | 0,54 %   |
| Поляки         | 30                       | 0,81 %   |
| Литовцы        | 261                      | 7,08 %   |
| Другие         | 18                       | 0,49 %   |
| всего          | 3687                     | 100,00 % |

## Территориальное деление

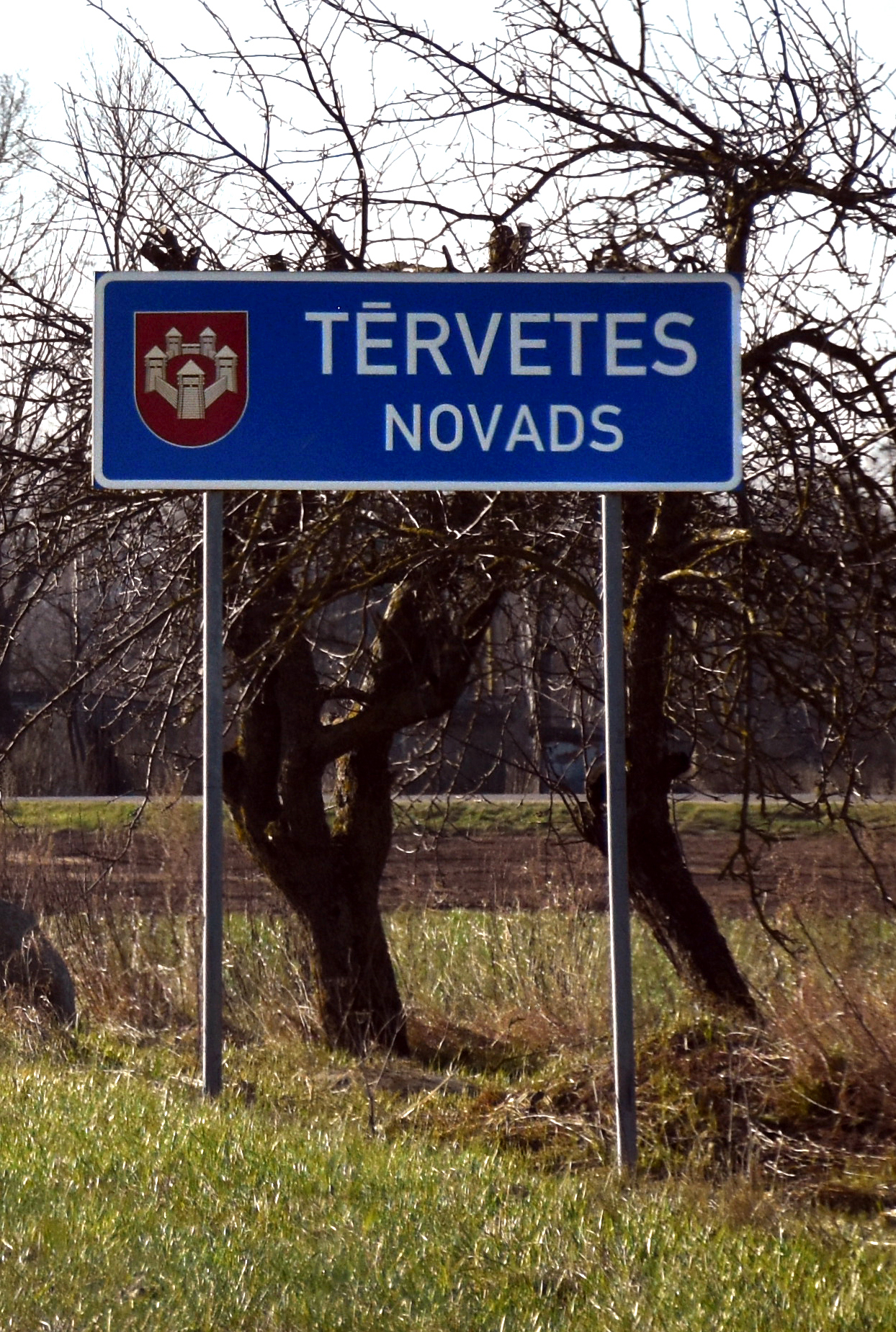
Дорожный знак на северном въезде в Терветский край у автодороги

- Аугсткалнская волость (латыш. Augstkalnes pagasts); центр — Аугсткалне.
- Букайшская волость (латыш. Bukaišu pagasts); центр — Букайши.
- Терветская волость (латыш. Tērvetes pagasts); центр — Зелмени.